# Theresa Nielsen
Theresa Nielsen (Dinamarca; 20 de julio de 1986) es una futbolista danesa. Juega como delantera y su equipo actual es el Vålerenga Fotball Damer de la Toppserien de Noruega.

## Clubes
| Club                       | País      | Año         |
| -------------------------- | --------- | ----------- |
| Hvidovre IF                | Dinamarca | 2002        |
| Ballerup-Skovlunde Fodbold | Dinamarca | 2003 - 2008 |
| Brøndby IF                 | Dinamarca | 2009 - 2017 |
| Vålerenga                  | Noruega   | 2017        |

## Títulos

### Campeonatos nacionales
| Título            | Club       | País      | Temporada |
| ----------------- | ---------- | --------- | --------- |
| Elitedivisionen   | Brøndby IF | Dinamarca | 2011      |
| Elitedivisionen   | Brøndby IF | Dinamarca | 2012      |
| Elitedivisionen   | Brøndby IF | Dinamarca | 2013      |
| Elitedivisionen   | Brøndby IF | Dinamarca | 2015      |
| Elitedivisionen   | Brøndby IF | Dinamarca | 2017      |
| Copa de Dinamarca | Brøndby IF | Dinamarca | 2010      |
| Copa de Dinamarca | Brøndby IF | Dinamarca | 2011      |
| Copa de Dinamarca | Brøndby IF | Dinamarca | 2012      |
| Copa de Dinamarca | Brøndby IF | Dinamarca | 2013      |
| Copa de Dinamarca | Brøndby IF | Dinamarca | 2014      |
| Copa de Dinamarca | Brøndby IF | Dinamarca | 2015      |
| Copa de Dinamarca | Brøndby IF | Dinamarca | 2017      |